# Dinma Odiakosa
Chuckwudinma Odiakosa, detto Dinma (Akwukwu, 21 dicembre 1985), è un ex cestista nigeriano naturalizzato francese.